# Ypäjä
Ypäjä is een kleine plaats en gemeente in de Finse provincie Zuid-Finland en in de Finse regio
Kanta-Häme.

## Geografie
Ypäjä heeft een oppervlakte van 183,25 km² waarvan 0,5 km² uit water bestaat en 182,76 km² uit land. Ypäjä ligt 74 kilometer van Turku, 96 kilometer van Tampere en 132 kilometer van Helsinki. Ypäjä grenst aan de gemeenten Jokioinen, Humppila, Somero, Koski en Mellilä.

## Politiek
Sinikka Malin is de burgemeester. In het gemeentebestuur van Ypäjä zijn er 21 zetels waarvan de Centrumpartij van Finland er 10 zetels heeft, de Nationale Coalitiepartij er 5, de Groene Liga er 2, de Sociaaldemocratische Partij van Finland er 2, de Linkse Alliantie er 1 en de Finnenpartij er maar 1 zetel.

## Bevolking
Ypäjä heeft 2.237 inwoners (2022) waarvan er de meesten Fins spreken (98,1%), daarna Zweeds (0,8%) en de overige talen worden er 1,2% gesproken.
In Ypäjä is 63,8% van de bevolking tussen de 15 en de 64 jaar oud.

## Galerij

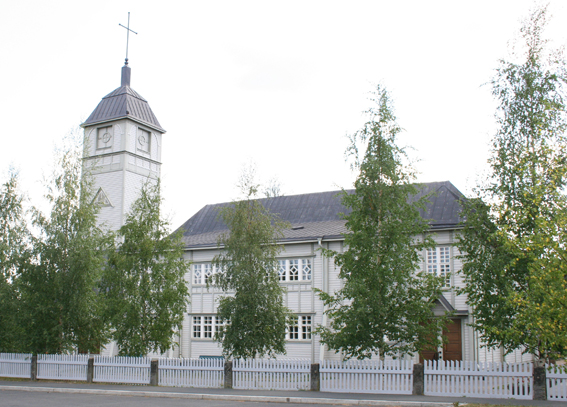
De kerk van Ypäjä
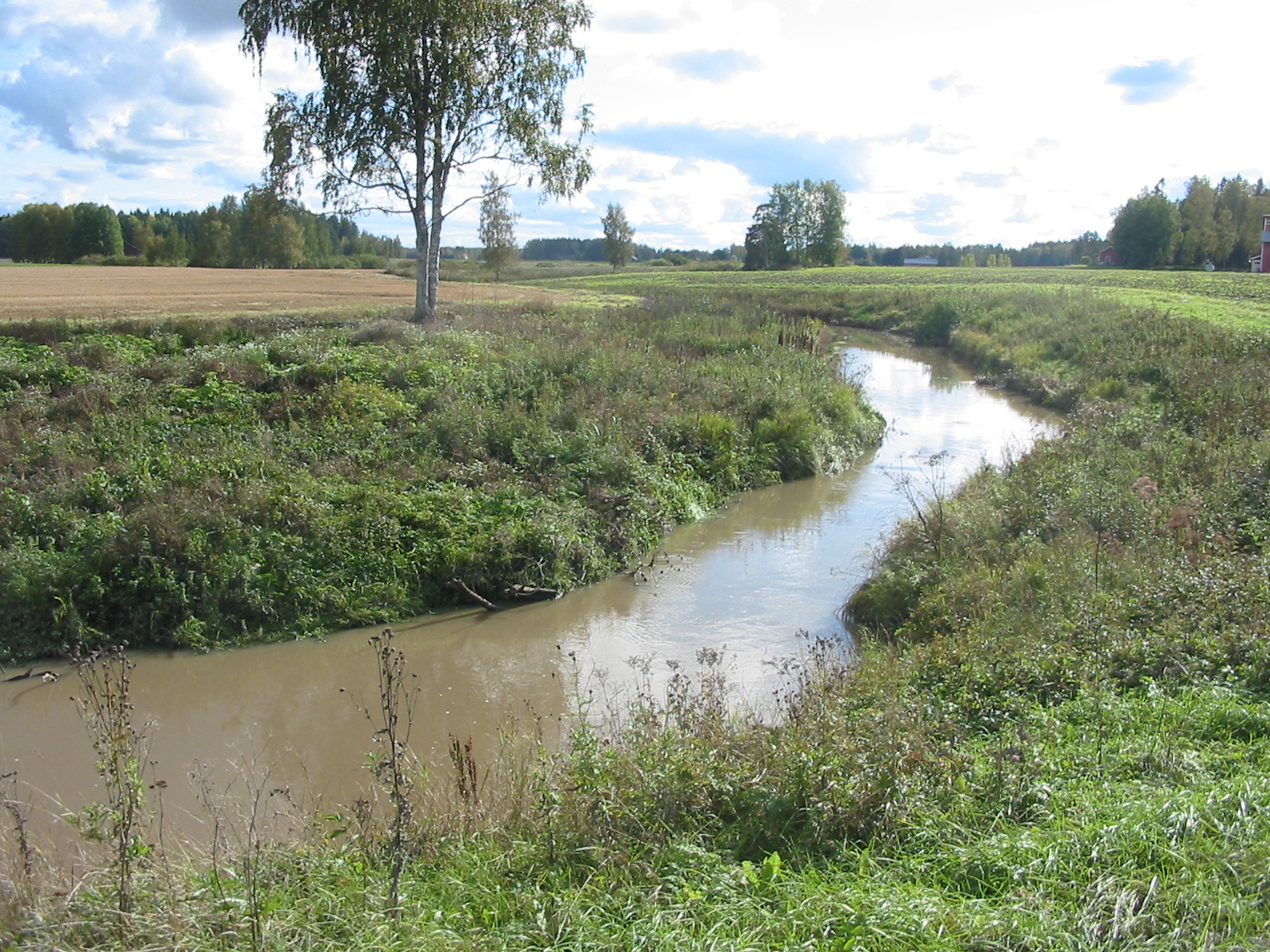
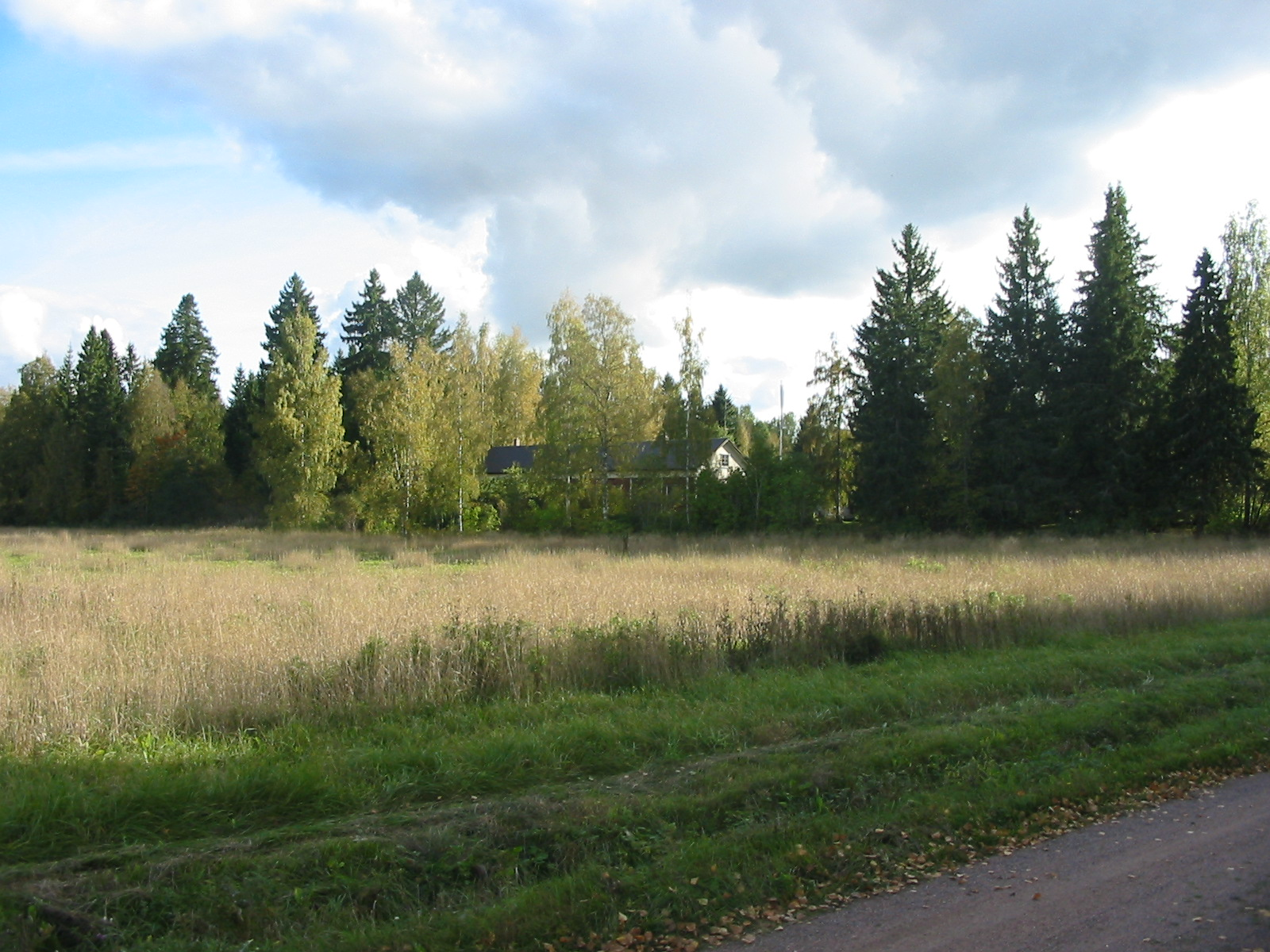
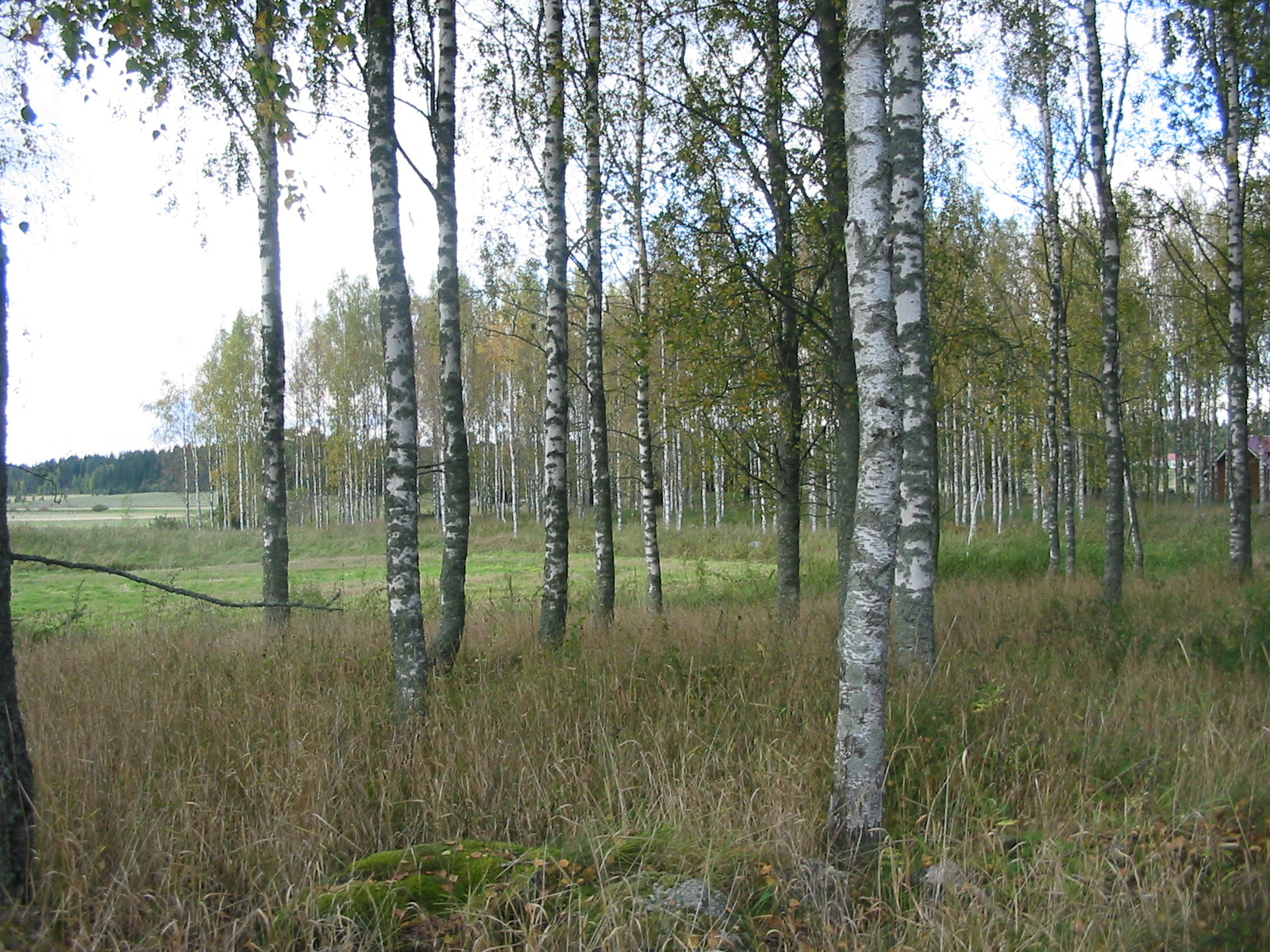
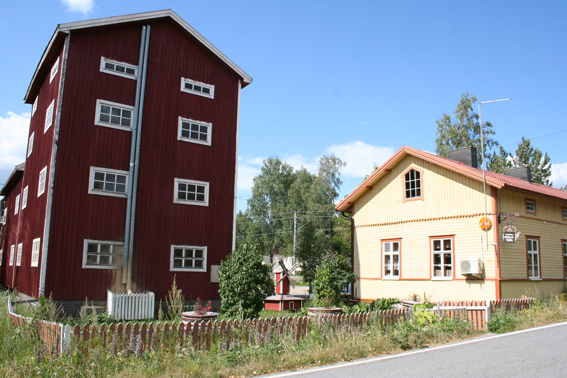
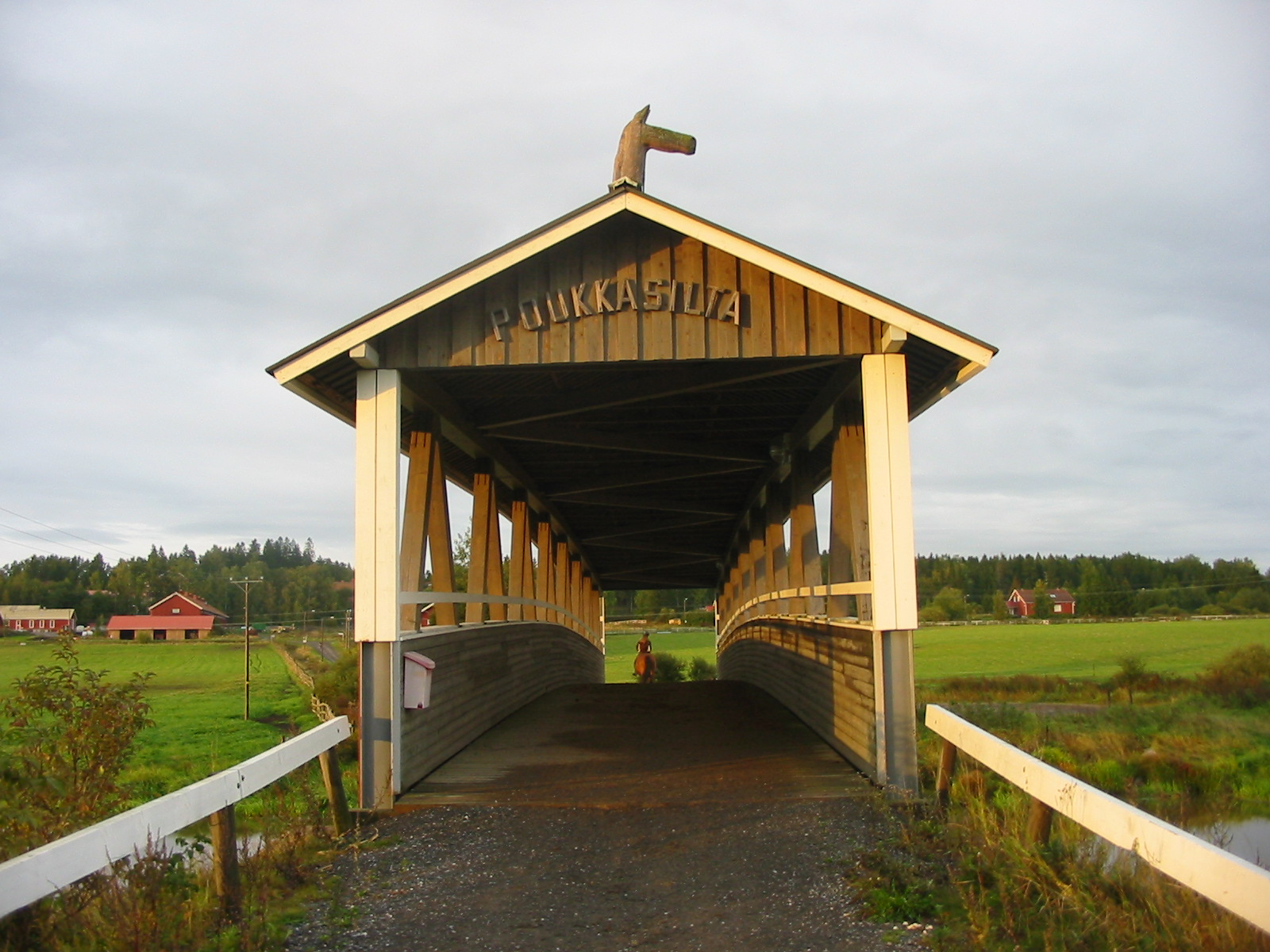
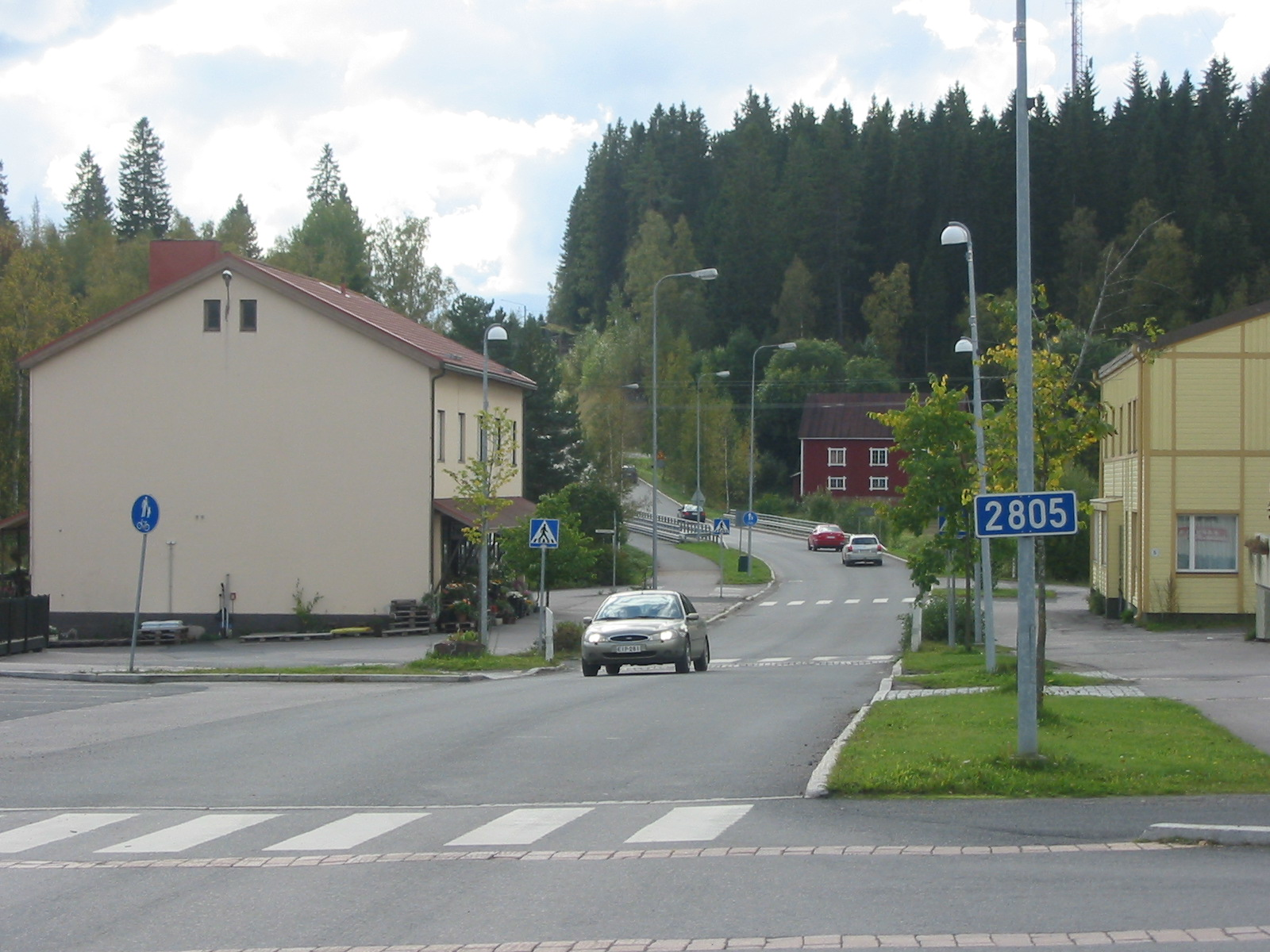
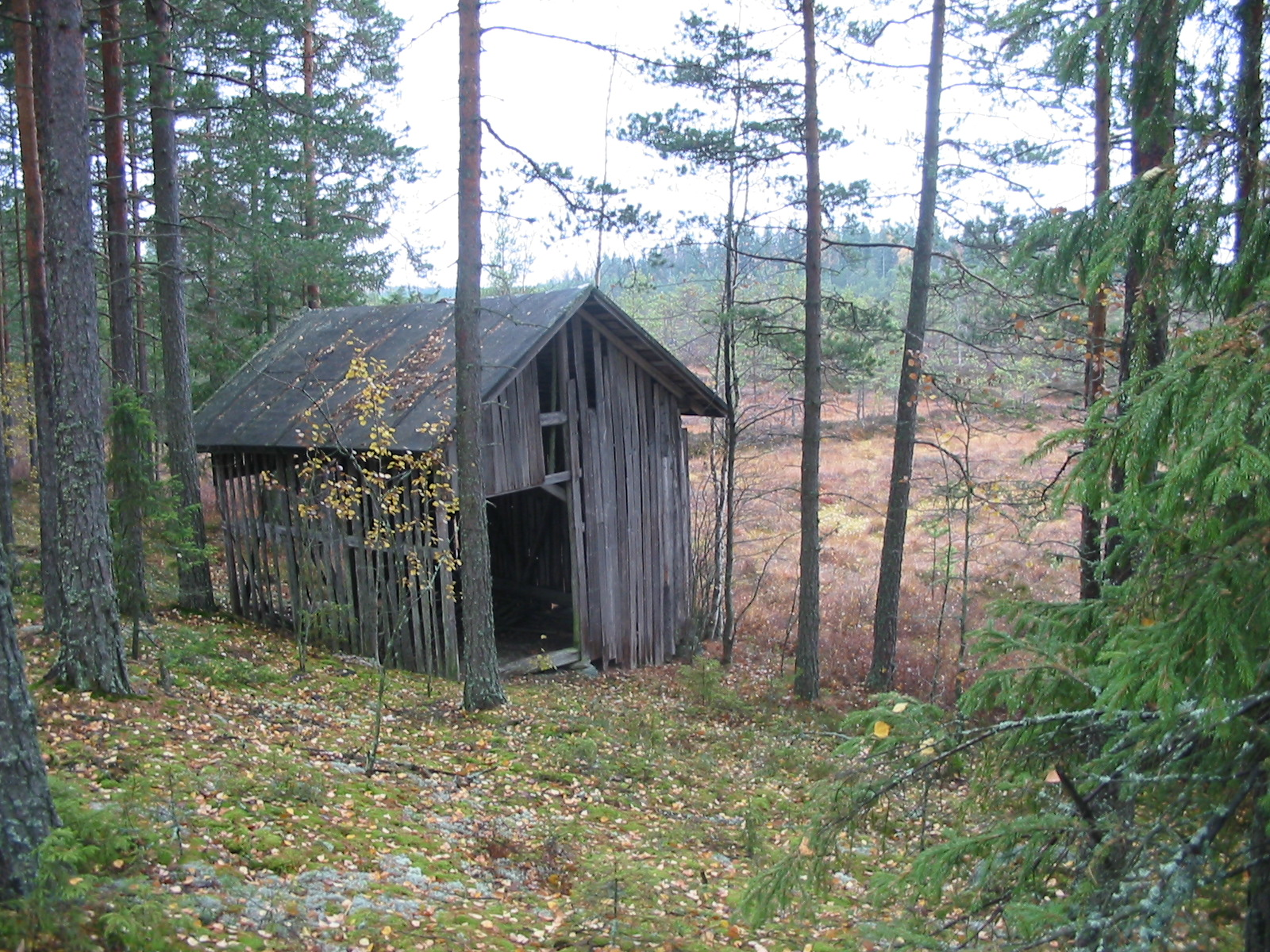